# Rio Cujbela
O Rio Cujbela é um rio da Romênia, afluente do Aţa, localizado no distrito de Neamţ.